# Clementina Albéniz Pascual
Clementina Albéniz Pascual (Madrid, gener de 1853 - 5 de novembre 1946). Va ser Inspectora de la "Asociación para la Enseñanza de la Mujer" (A.E.M.).
Era germana del compositor Isaac Albéniz i Pascual. Es va formar a les Escuelas de Institutrices y Comercio de la Asociación, entre els anys 1875 i 1877. Després dels seus estudis es va traslladar a Puerto Rico, convidada per Rafael María de Labra y Cadrana, i allí va dirigir un dels col·legis de la "Sociedad de Instrucción Mayagüez".
Va tenir dos fills, Sara i Víctor (que va arribar a ser president de la A.E.M), fruit del seu matrimoni amb Víctor Ruiz Rojo.
Després de la mort del seu marit torna a Espanya i des de 1881 a 1935 va impartir en l'A.E.M. classes de Primària, Geografia, Francès, Gramàtica, Història, etc.
Va morir a Madrid en 1946.

## Reconeixements
Com a reconeixements a la seva labor educativa, en 1931 se li va concedir la Medalla del Treball, al costat d'Asunción Vela, també professora i secretària de les "Escuelas de Institutrices y Comercio". En 1944 va rebre la Creu d'Alfonso X.